# Прялка

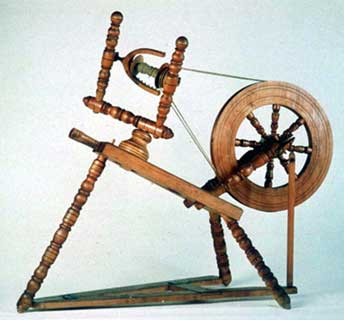
Самопрялка

Пря́лка — приспособление для ручного прядения одной нити пряжи. Пря́ха — женщина, занимающаяся ручным прядением.

## История
Ручная прялка использовалась в Индии ещё 2500 лет назад.
Часть деревянной прялки и отпечатки тканей на керамике обнаружены при раскопках неолитического Модлонского свайного поселения в Вологодской области России.

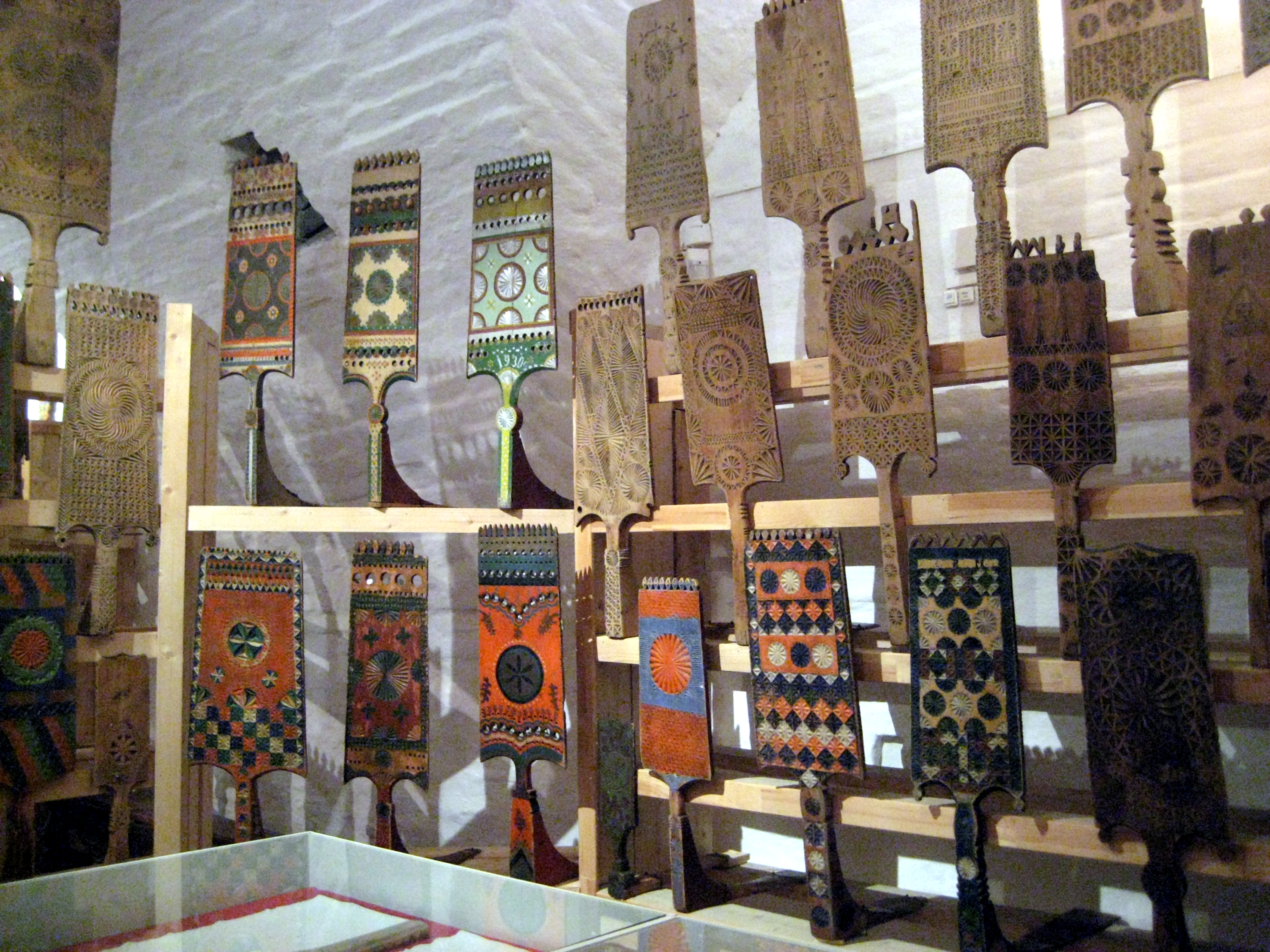
Коллекция русских ручных прялок

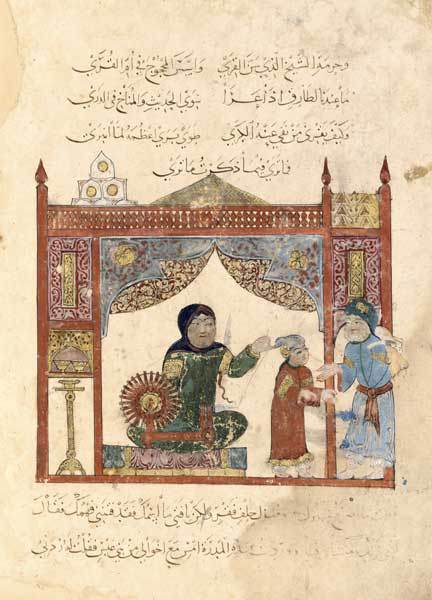
Иллюстрация аль-Васити[англ.] из книги Мухаммада аль-Харири, 1237.
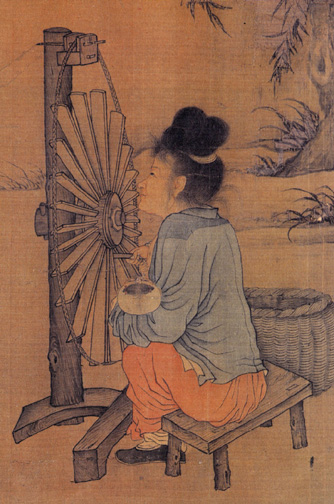
Фрагмент свитка "Прялка" (ок. 1270) китайского художника Вана Чжочэня. Империя Сун
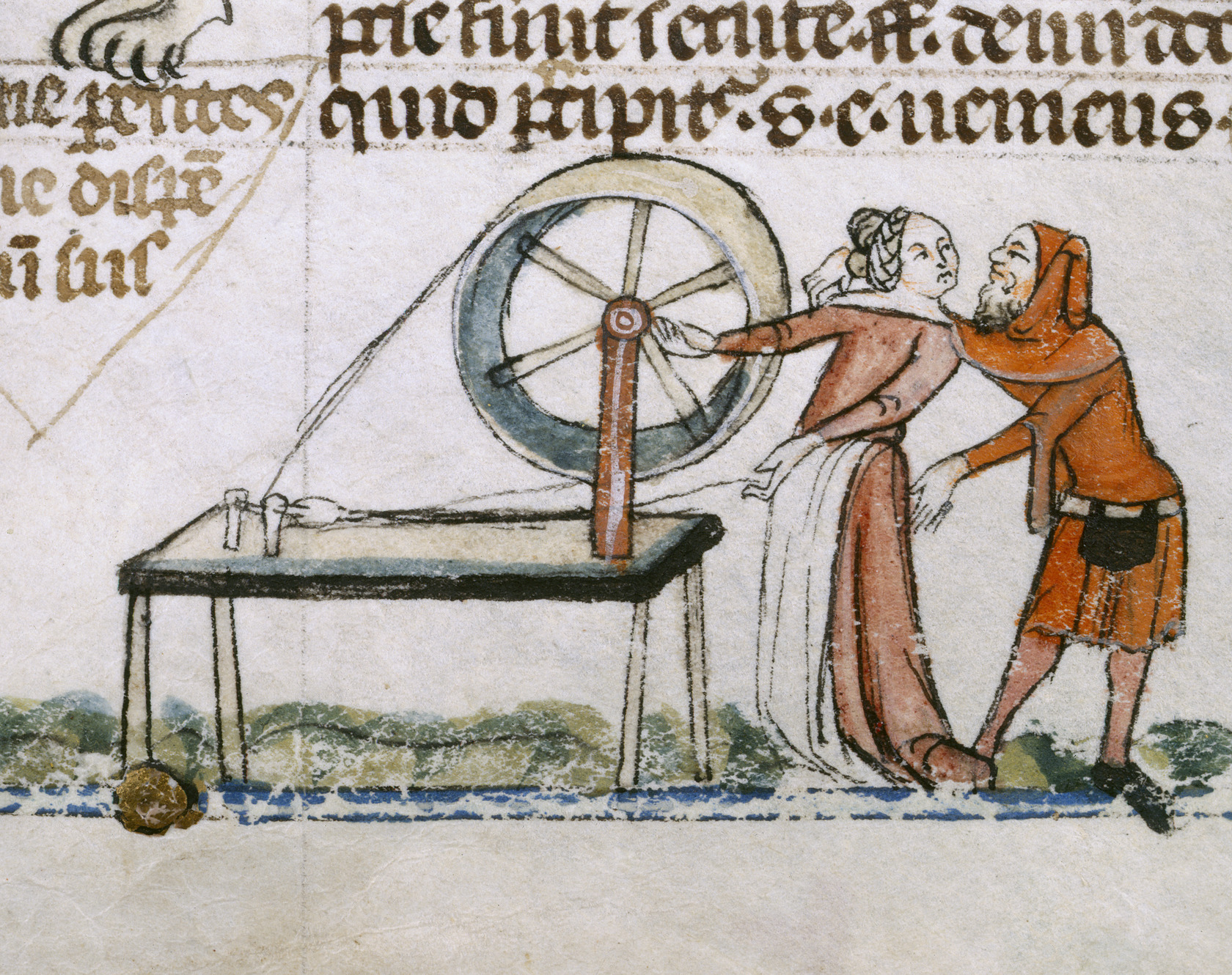
Фрагмент из «Декреталий Григория IX» (ок. 1340 год)
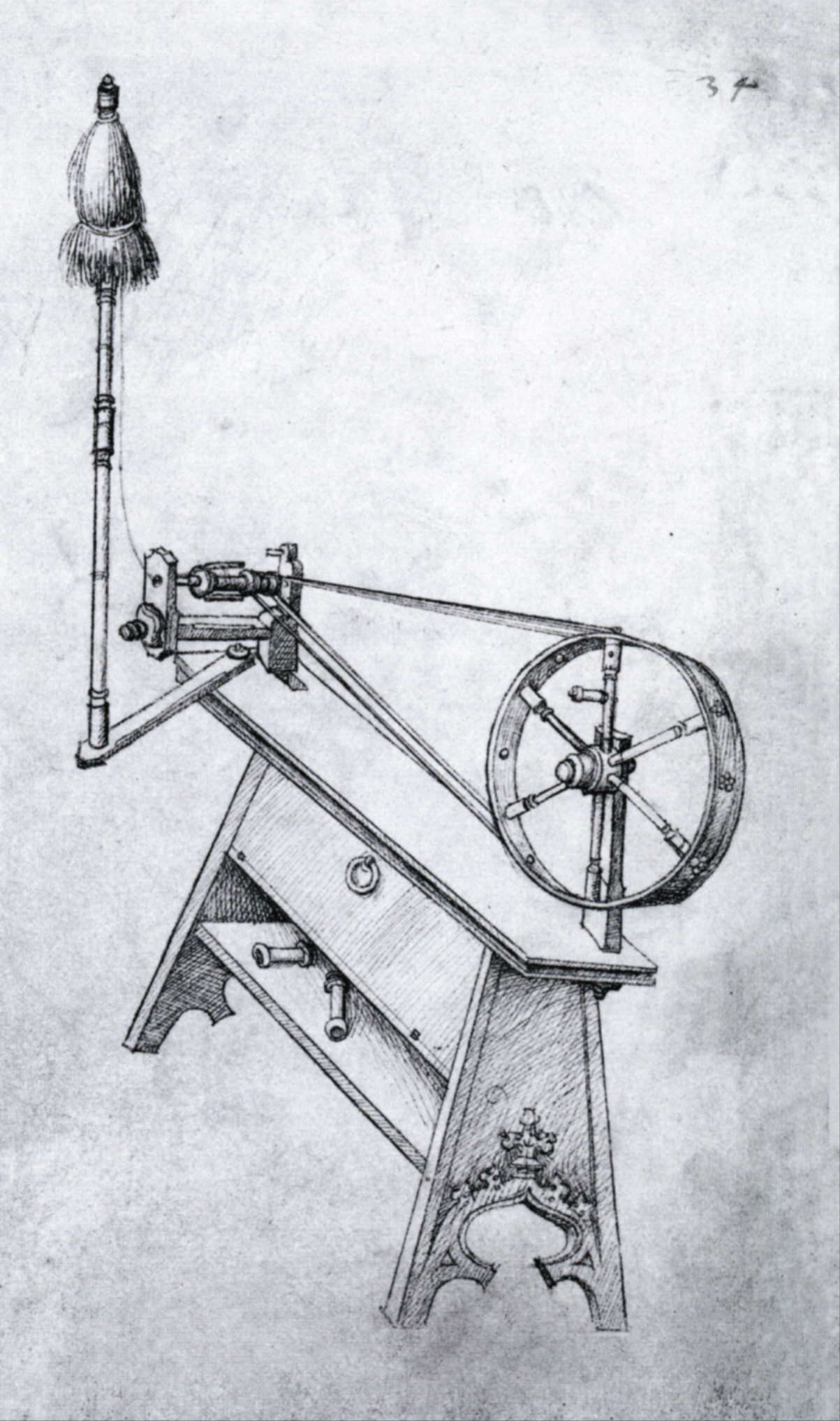
Изображение самопрялки в средневековой германской книге, 1480 год.
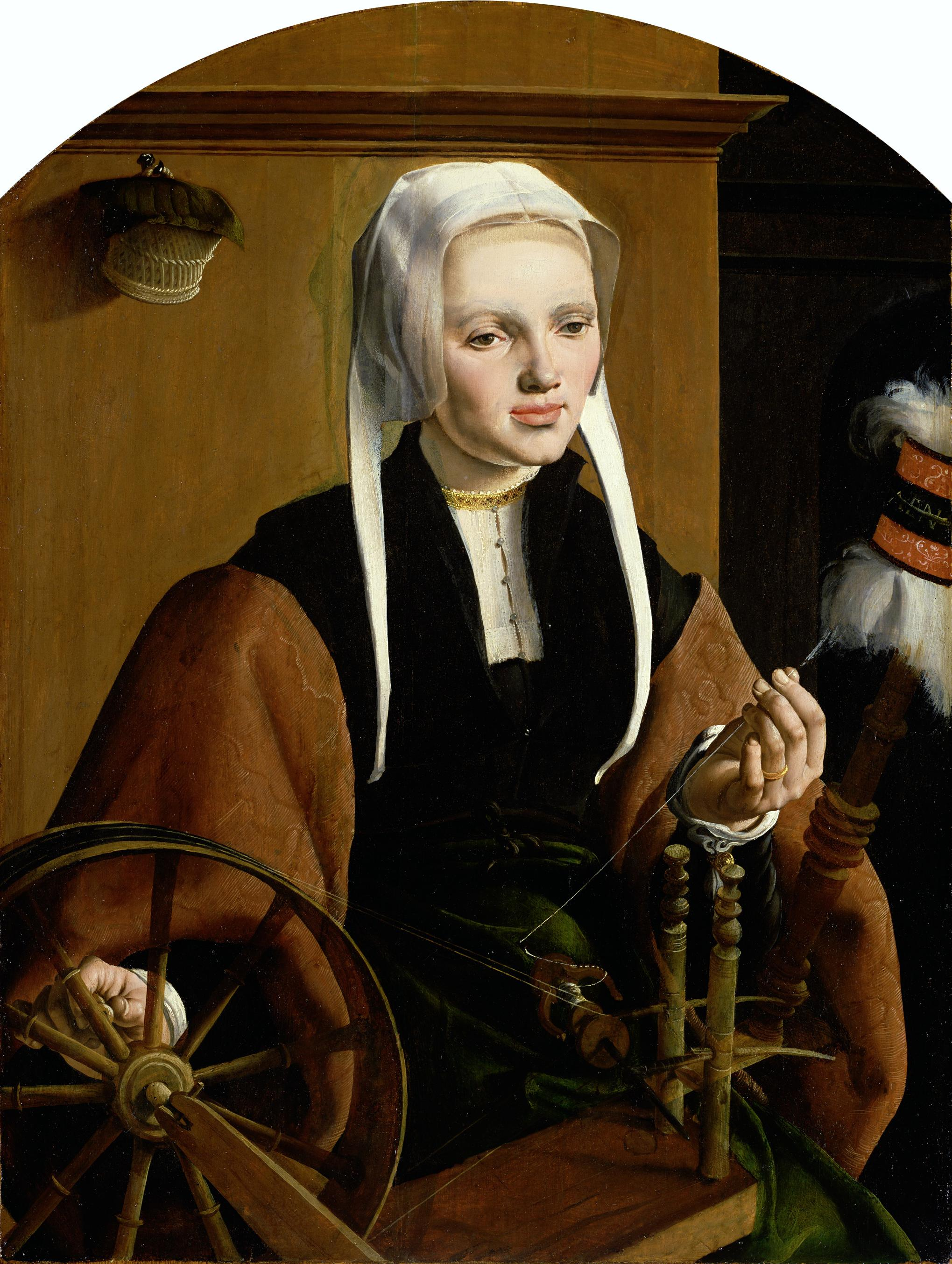
1529. Левой рукой подаются волокна к острому концу веретена, правой — прокручивается колесо.
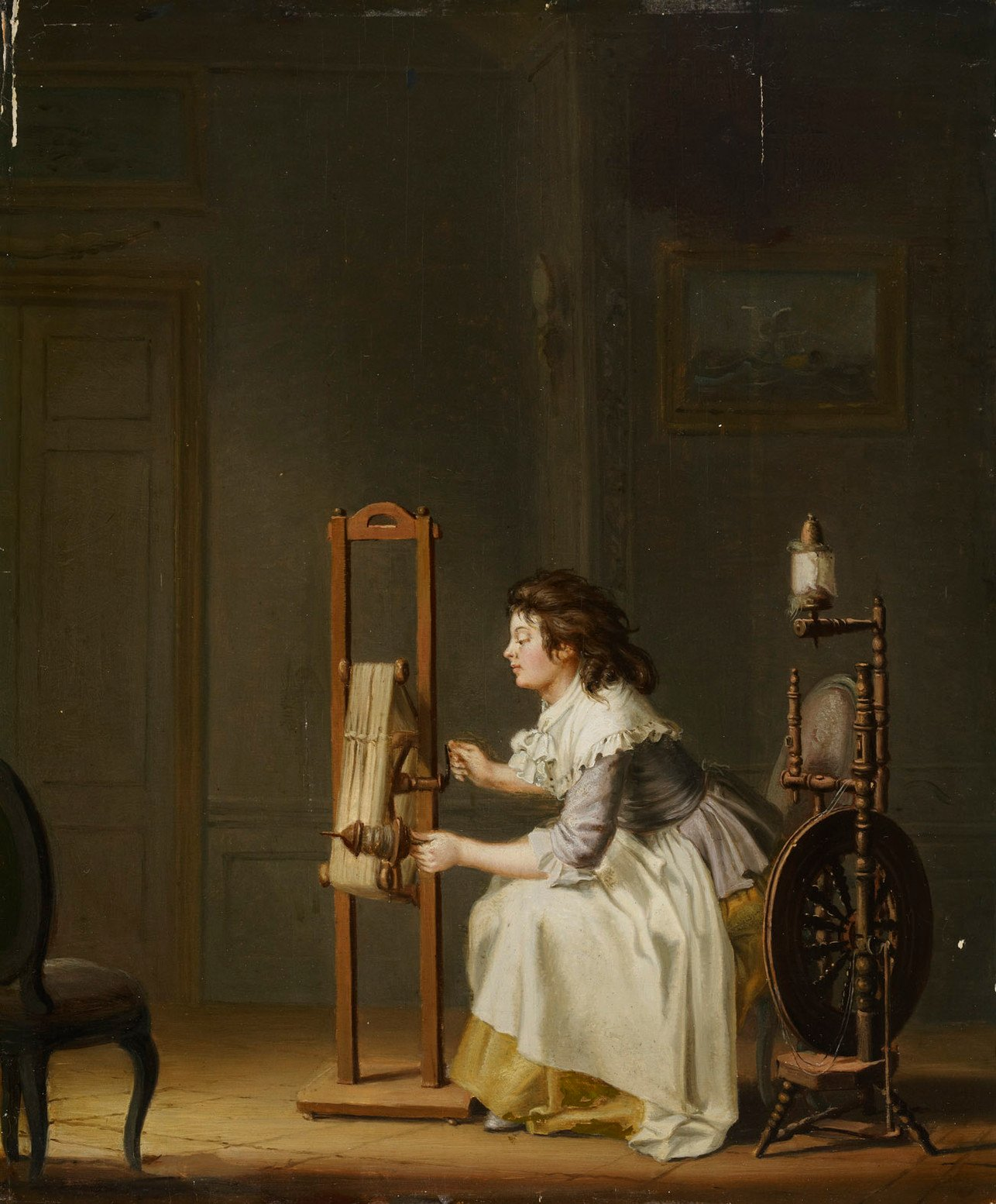
Пер Хиллестрём - Женщина прядёт, между 1733 и 1816 гг. Финская национальная галерея.
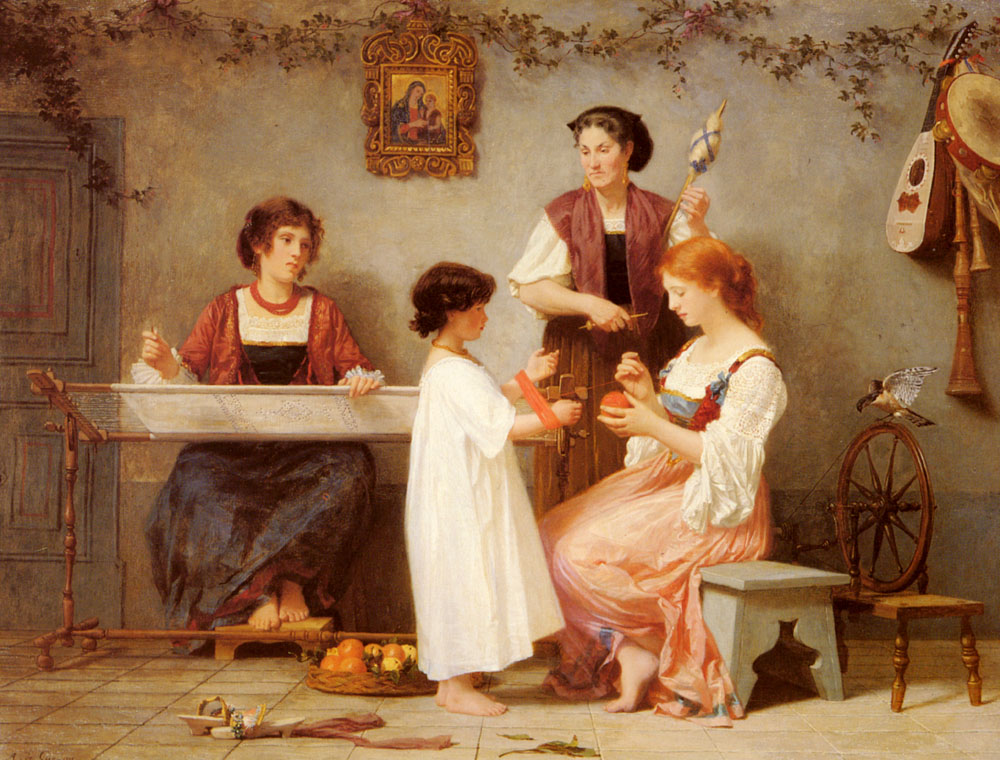
П. А. де Кюрзон - Послеобеденные развлечения (до 1890). Франция.
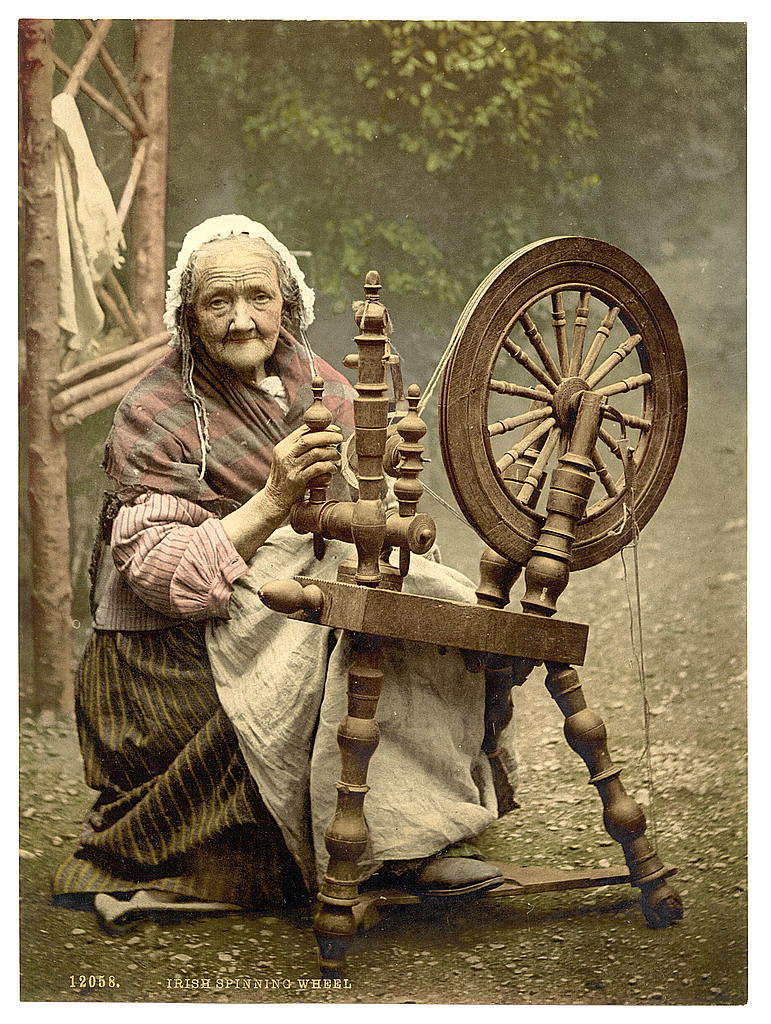
Ирландская женщина за прялкой. Фотохромная печать, 1890-е.
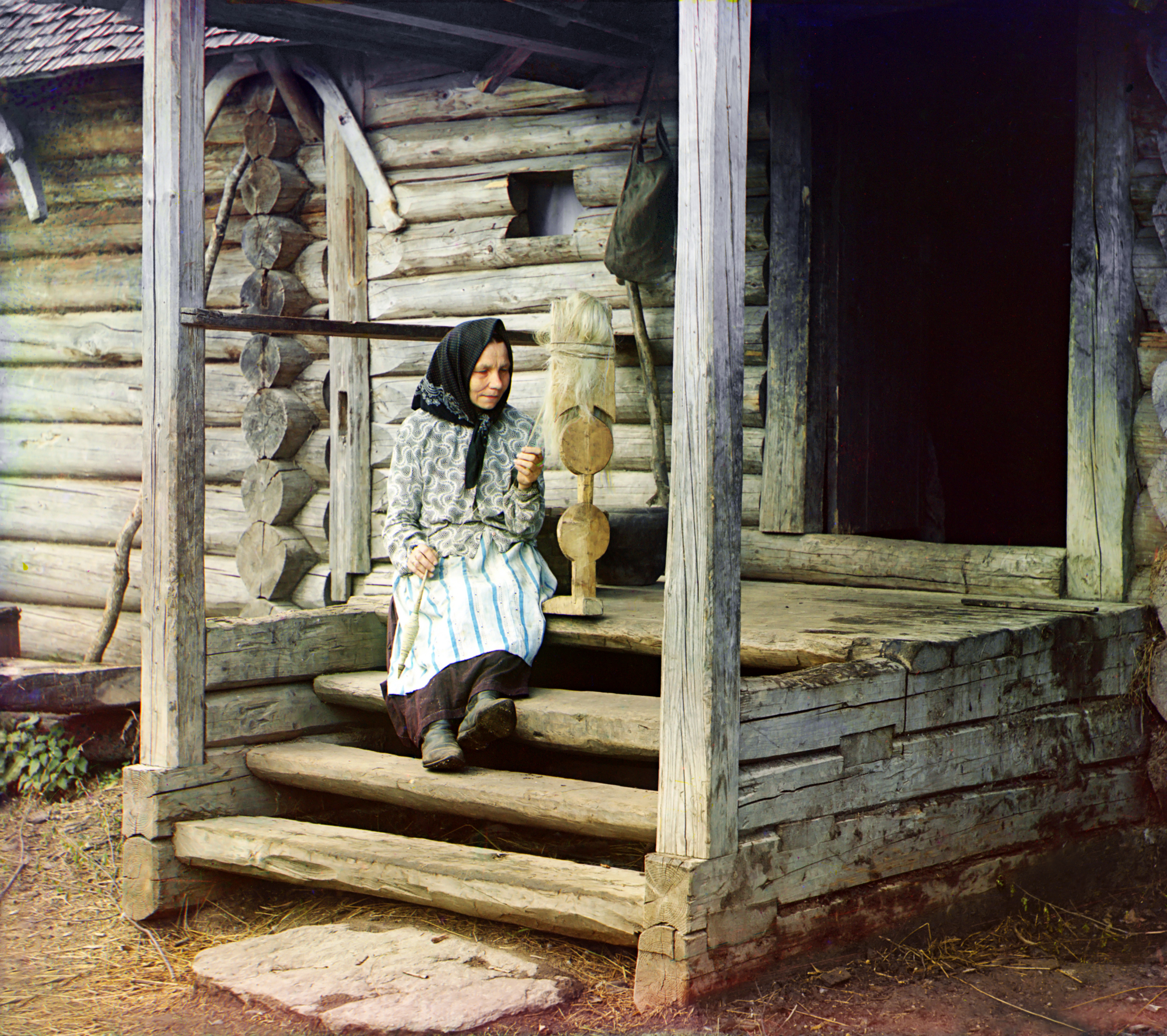
Пряжа в деревне Изведово, 1910. Фото: С.М. Прокудин-Горский
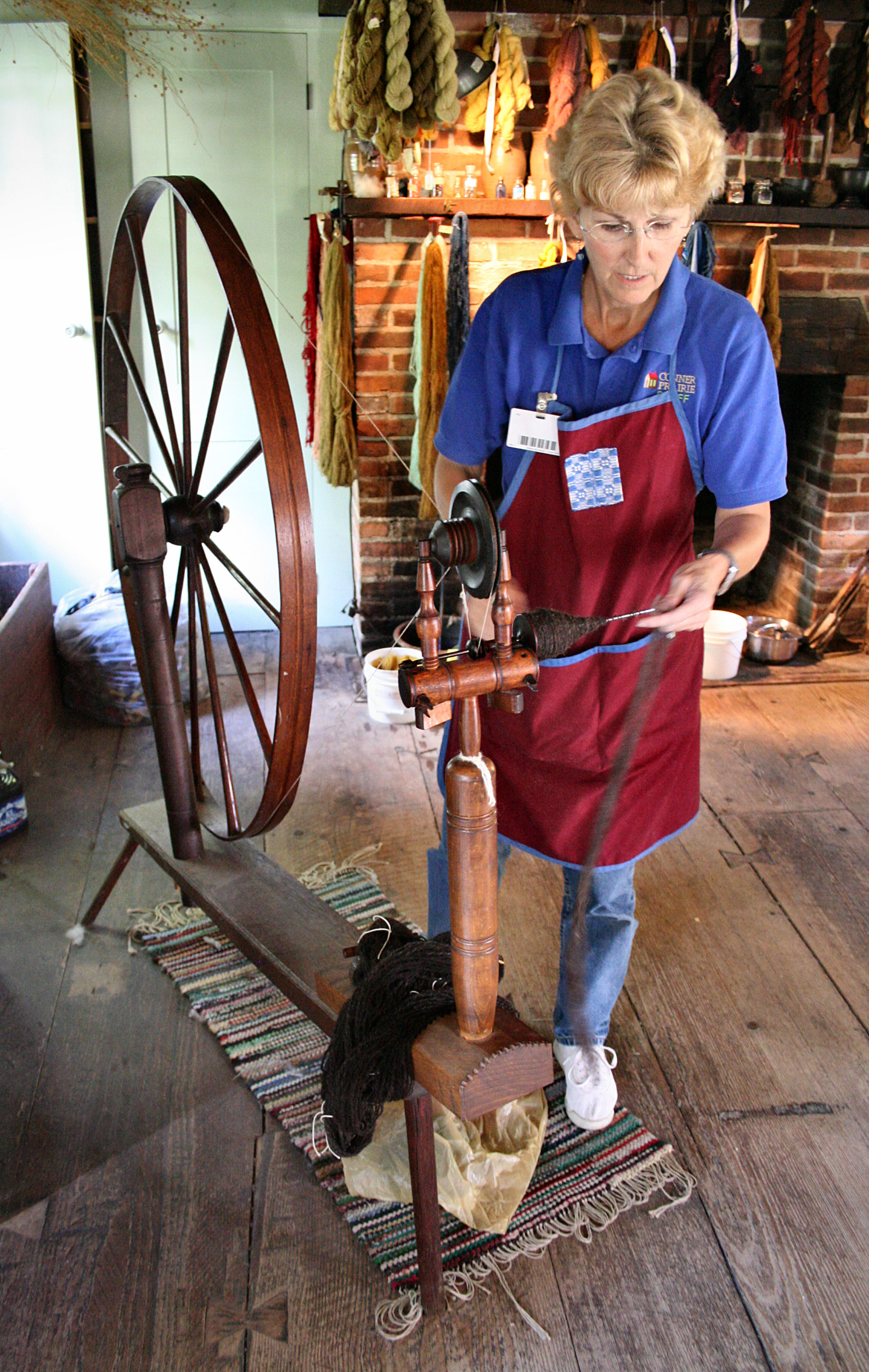

## Виды прялок

### Прялка-донце
Ручная прялка (моск. пря́линица; олон. пря́лица; вят., костр., арх., свердл. пря́сенка), состоящая из вертикальной части, куда привязывается кудель и горизонтальной — донца, где сидит пряха. Вертикальная часть состояла из лопаски (лопати) и шейки (ножки). Прялку, особенно лопаску, часто украшали и расписывали.
Выделяют два вида прялок по конструкции:
- цельные (делались из корня и ствола березы или ели),
- составные (состояла из двух деталей, горизонтальной и вертикальной).

### Колёсная прялка

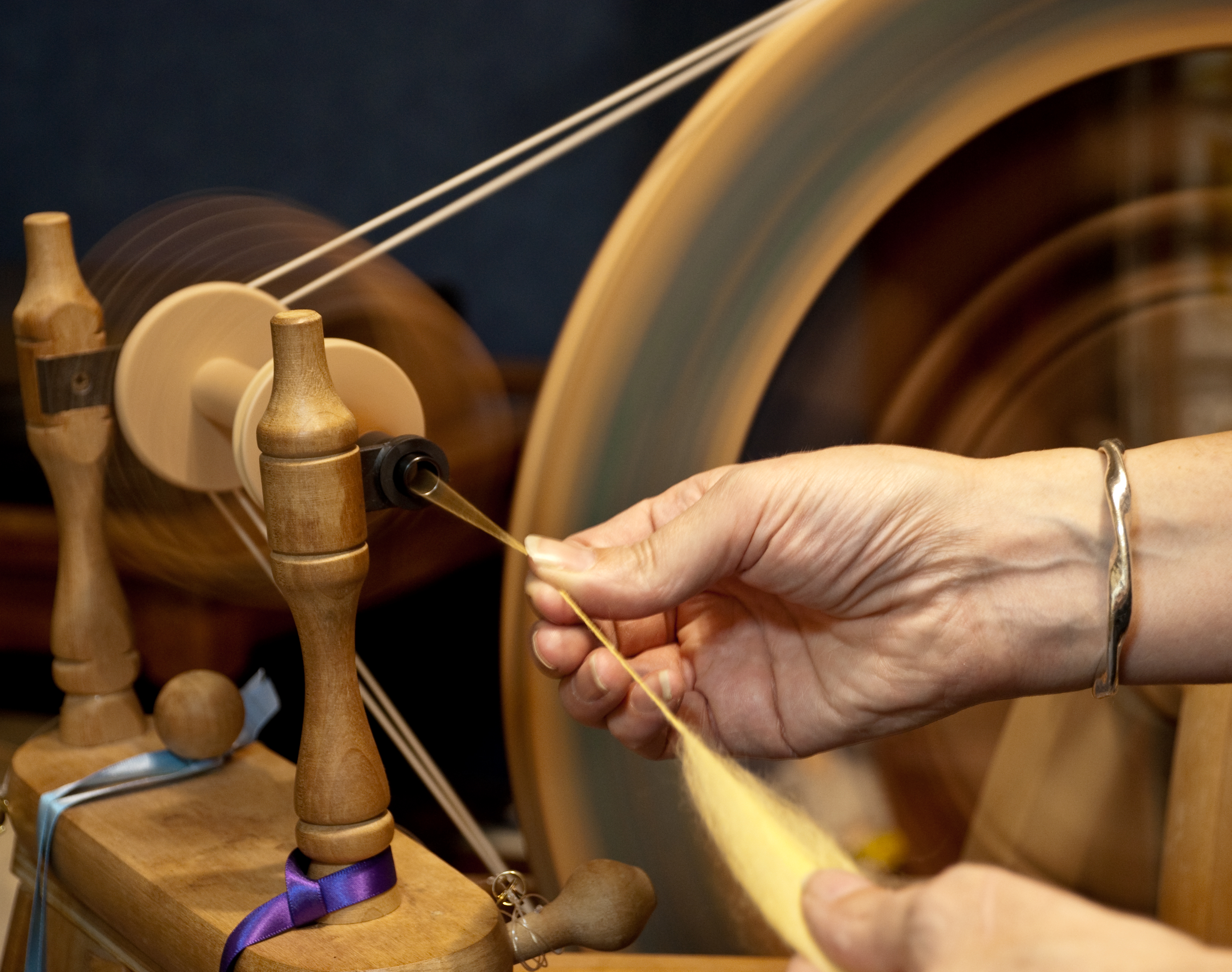
Процесс прядения на самопрялке

Предполагается, что самопрялка появилась в Индии, откуда распространилась по миру. В Европе появилась в начале XIV века. «Самопрялка» состоит из доски с установленным на ней цилиндром с горизонтально закрепленным веретеном. Рукой поворачивается колесо и через ремень вращение передаётся веретену. Левой рукой подаются волокна к острому концу веретена, правой — прокручивается колесо. Когда нить увеличится на длину руки, её наматывают на стержень веретена и прядут дальше. Скорость прядения на самопрялке быстрее, чем на прялке-донце. На Руси самопрялки разделяли на русские (стояки) и чухонки (лежаки). У русских колесо располагалось перпендикулярно полу, у чухонок — под углом.

### Самопрялка
Когда к прялке добавили рогульку, в XV веке, прядение уже не надо было прерывать на намотку. Стержень веретена теперь стал служить осью, на которой закреплены катушка и рогулька. Два конца рогульки выступают за катушку. Исходная ровница проходит через глазок в кончике веретена, затем через крючок одного из концов рогульки и идет на катушку. Катушка и рогулька связаны с приводным колесом двумя отдельными ремнями, каждая своим, и благодаря разнице в диаметрах шкивов рогулька вращается быстрее катушки. Быстро вращающаяся рогулька скручивает ровницу в нитку, прежде чем последняя ляжет на катушку, вращающуюся с меньшей скоростью.
В XVI веке появилась педаль для вращения колеса. Палка-держатель кудели вставлялась в нижнюю перекладину прялки так, чтобы было удобно работать. Кудель закреплялась также в «донце» на верхней перекладине.
Около 1490 года Леонардо да Винчи изобрёл многоверетенную машину со «стандартными» намоточными рогульками и ручным приводом.

### Самопрялочная машина
Первая в мире многоверетенная прядильная и гребнечесальная машина была изобретена и построена в 1760 году русским купцом-предпринимателем Родионом Андреяновичем Глинковым. Впервые водяное колесо в качестве гидравлического двигателя было использовано для «самопрялки» (отсюда название «ватер-машина» или просто «ватер» ). Прядильно-чесальная машина Глинкова состояла из двух самостоятельных частей, соединенных в одну систему с общим гидравлическим двигателем. Водяное колесо вращалось скоростью 6 оборотов в минуту, имело диаметр 4,2 м, ширину лопаток — 1 м. Гребнечесальня обслуживалась двумя рабочими и заменяла труд 30 человек. В этой машине впервые были осуществлены подвижной тисочный зажим, переменная скорость прочесывания волокон, обеспыливание процесса гребнечесания. Прядильня имела 30 веретен с катушками, вращающихся со скоростью 1260 оборотов в минуту. В своей машине Глинков применил принцип непрерывного прядения — механическую перемотку, идею Леонардо да Винчи. Машина повышала производительность труда в пять раз. Достижение осталось неизвестным человечеству.
В мировую промышленность подобные машины ввел изобретатель и промышленник сэр Исаак Холден который придумал в 1845 году гребнечесальную машину.

## Поверья

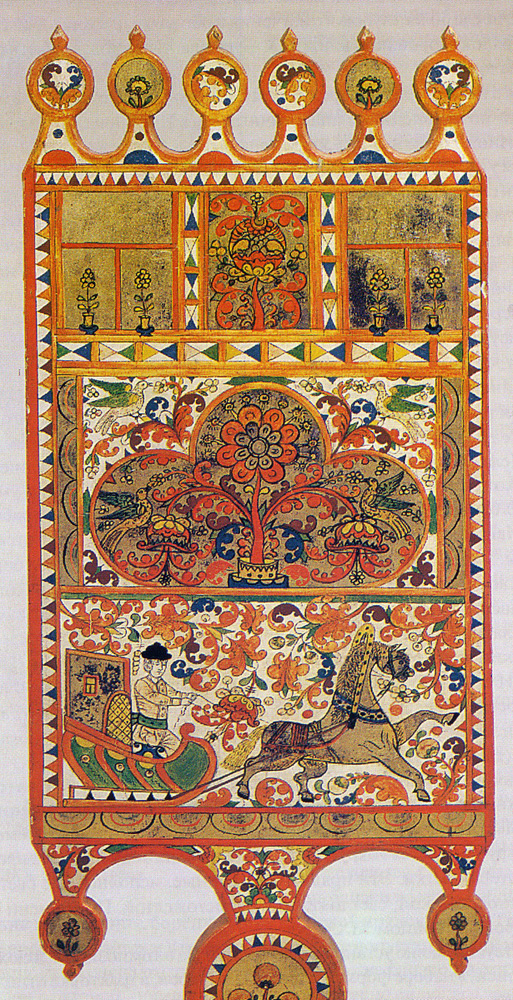
Роспись на ручной прялке XIX века из Нижней Тоймы (Архангельская область)

Прялка сопровождала девушку от рождения до замужества. У восточных славян пуповину новорождённой девочки перерезали на прялке или веретене; через прялку передавали новорожденную крестной матери; клали прялку в колыбель девочки. Личную, подписанную прялку не давали взаймы, иначе, как считалось, будет пожар или погибнут пчёлы. На Русском Севере парень, написавший на прялке девушки своё имя, обязан был на ней жениться. Обычно жених дарил девушке новую, сделанную и украшенную своими руками прялку.
Прялка считалась лучшим подарком девушке от жениха и замужней женщине от мужа. Обычно у каждой женщины имелось несколько прялок, которым придавалось ритуальное значение. Их расписывали различными сюжетами, часто изображалось мировое древо.
Прядение продолжалось весь осенне-зимний период, прерываясь лишь на рождественские праздники. В последний день масленицы женщины, празднуя окончание прядения, катались с ледяной горы на донцах прялок, при этом считалось, что чем дальше они проедут, тем длиннее уродится лён, а та, которая упадет с прялки, не доживет до осени. У чехов в конце масленицы прялку, украшенную лентами, возили на телеге по селу, а потом «продавали» в трактире. На Рождество или на все святки прялку и все прядильные инструменты выносили на чердак или в чулан, чтобы их духи не заплевали.
У сербов на Рождество при посещении скота хозяйка приносила с собой прялку и немного пряла, «чтобы скот не был голым». В Славонии первой посетительнице дома на Рождество давали прялку, чтобы она немного попряла ради урожая льна и вода кур. Такое же значение имело прядение молодой невесты после первой брачной ночи: она пряла на поданной ей свекровью прялке, «чтобы богатее жить».
Прядение также является функцией некоторых мифологических персонажей, а прялка оказывается связанной с «тем светом». Дев судьбы — орисниц представляют тремя женщинами с прялками, которые прядут или разматывают клубок с пряжей. По верованиям восточных славян, нечистая сила (кикимора, домовой, русалка, ночница и др.) прядёт тогда, когда прялка оставлена на ночь (или на праздник) с неоконченной куделью или без благословения. Иногда, оставляя прялку на ночь, произносили оберег: «Хозяюшко домовой, не трогай моей прялочки, пусть она тут лежит», а веретено убирали. Сама прялка могла восприниматься как атрибут нечистой силы или её заместитель. Девушки верили, что если не допрясть кудели накануне Рождества, то прялка придёт за ними в церковь при венчании, если оставить прялку с куделью на ночь или на праздники, то прялка будет преследовать, пугать, танцевать рядом. Верили, что, если ночью привидится кикимора с прялкой на лавке, быть в той избе покойнику, если ударить прялкой девушку, то ей попадётся плохой муж или плохие свёкор со свекровью, а если ударить прялкой ребёнка, то он заболеет.
Мотив прядения отражён в ряжении. В этом случае прядение символизировало богатство, размножение. У русских кикимора при обходе домов «пряла» в углу на принесённой с собою прялке.
Прялка служила оберегом для девушки. По представлениям болгар, прялка охраняет девушек и молодиц от любви змея и самовил, от злой встречи, сглаза и порчи. Поэтому девушка, идя в поле на работу, брала с собою прялку и по пути, особенно когда встречала много людей, пряла. После свадьбы деверь, который неотлучно ходил с невестой и охранял её, дарил ей расписанную прялку в качестве оберега. У русских для лечения детей от ночного плача и от испуга клали под колыбель мальчику топор, а девочке — прялку; чтобы вылечить бессонницу у девочки, под матицу с приговором втыкали прялку с куделью или веретеном. Чтобы ласка не вредила курам, у болгар бросали на курятник прялку с куделью.

## В фольклоре и литературе

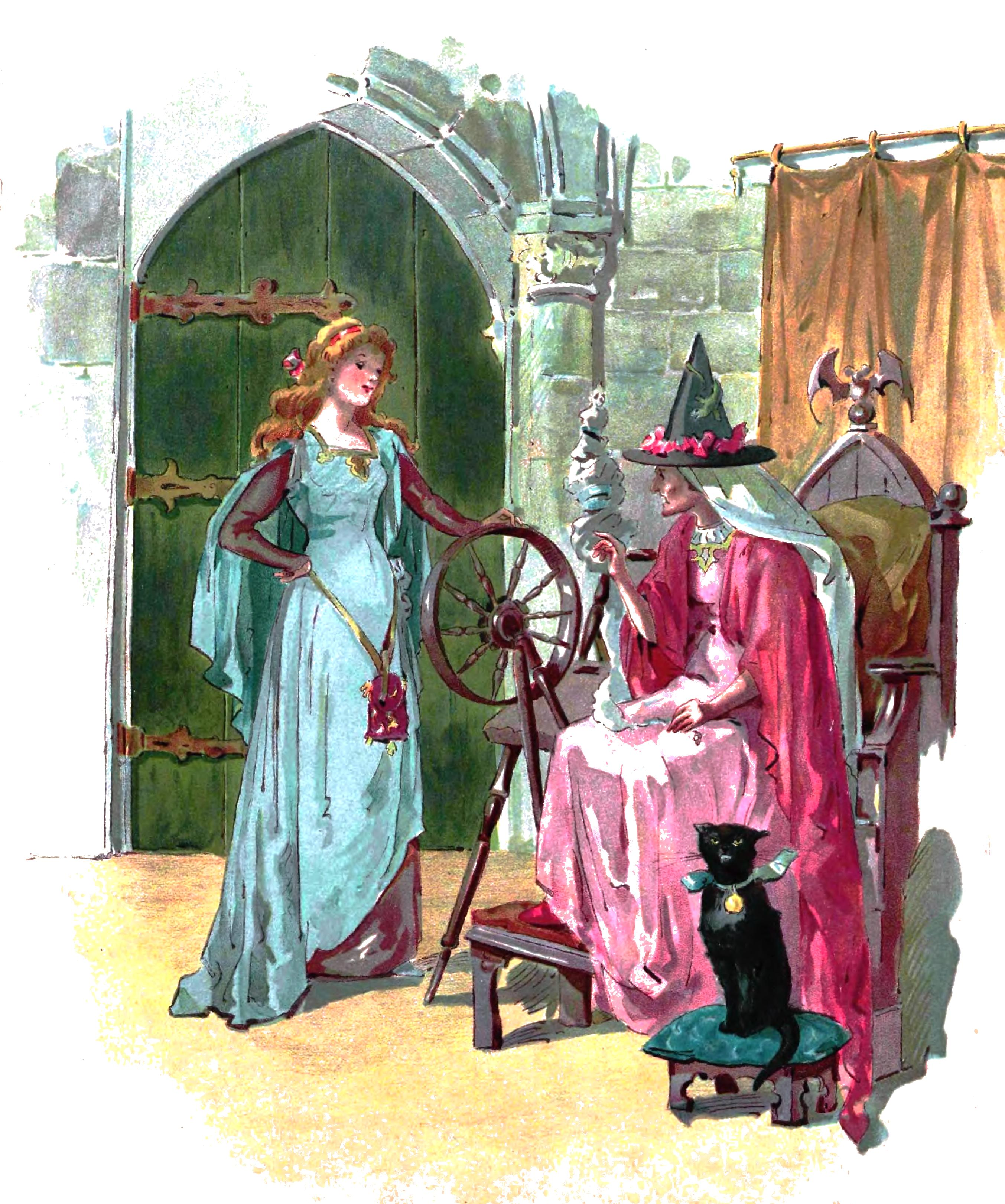
Иллюстрация к сказке «Спящая Красавица», 1900.

Прялка встречается в популярных сказках, таких как «Румпельштильцхен», «Спящая Красавица» (изначально было веретено), «Три пряхи».

### Прялка и прядение в поговорках
- У ленивой пряхи и про себя нет рубахи.
- Какова пряха, такова на ней и рубаха.
- Прялка не Бог, а рубаху даёт.
- Пряха не волк — в лес не убежит.
- Не напрядешь зимою, нечего будет ткать летом.
- Не ленись прясть, хорошо оденешься.
- Семь топоров вместе лежат, а две прялки врозь.

## Прялка как символ
- Ручная прялка стала символом Свадеши — экономической стратегии движения за независимость Индии.

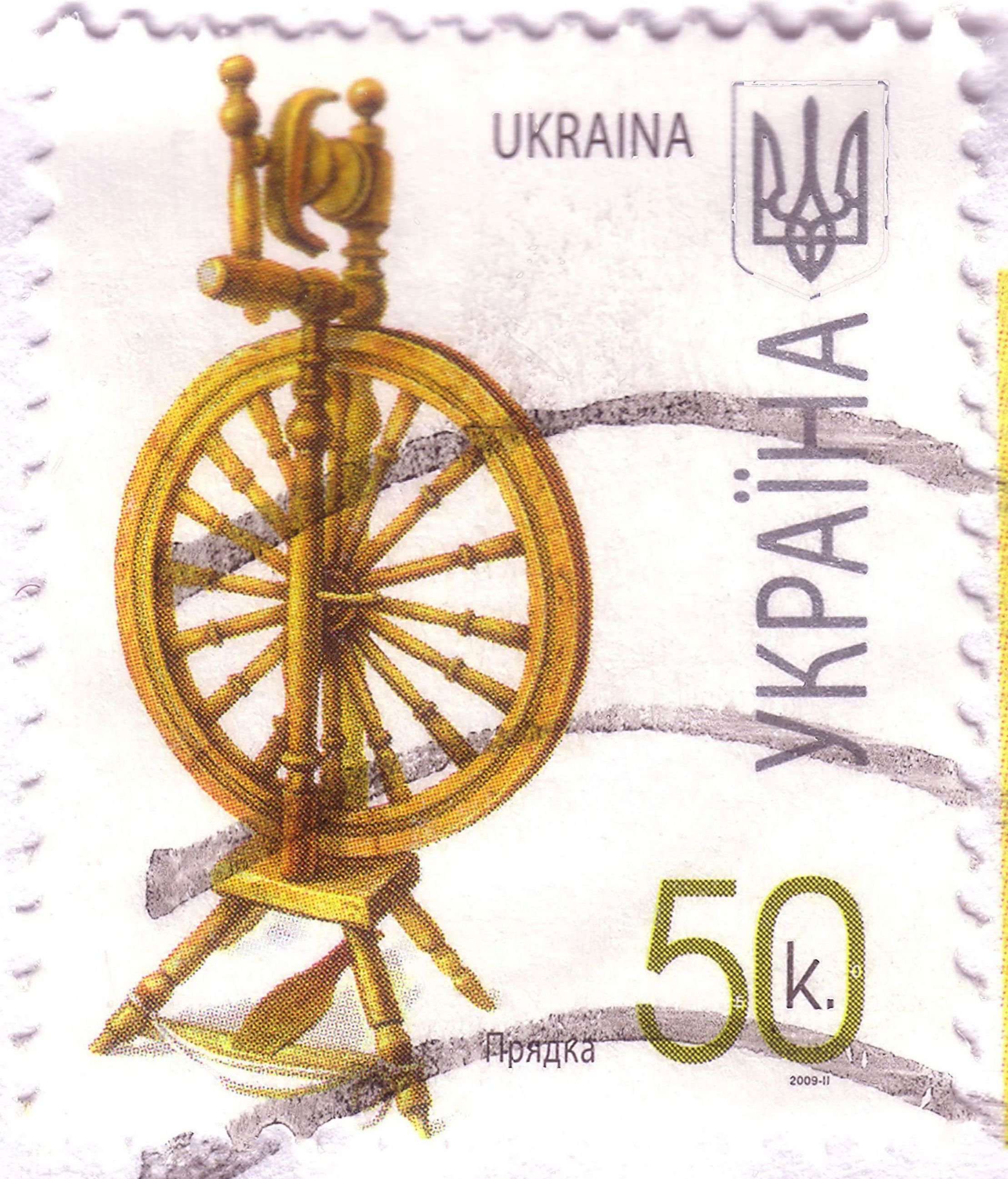
Стандартная марка «Прялка», 2009.
Прялка на гербе финского города Киикка[англ.]